# Flaszowcowate

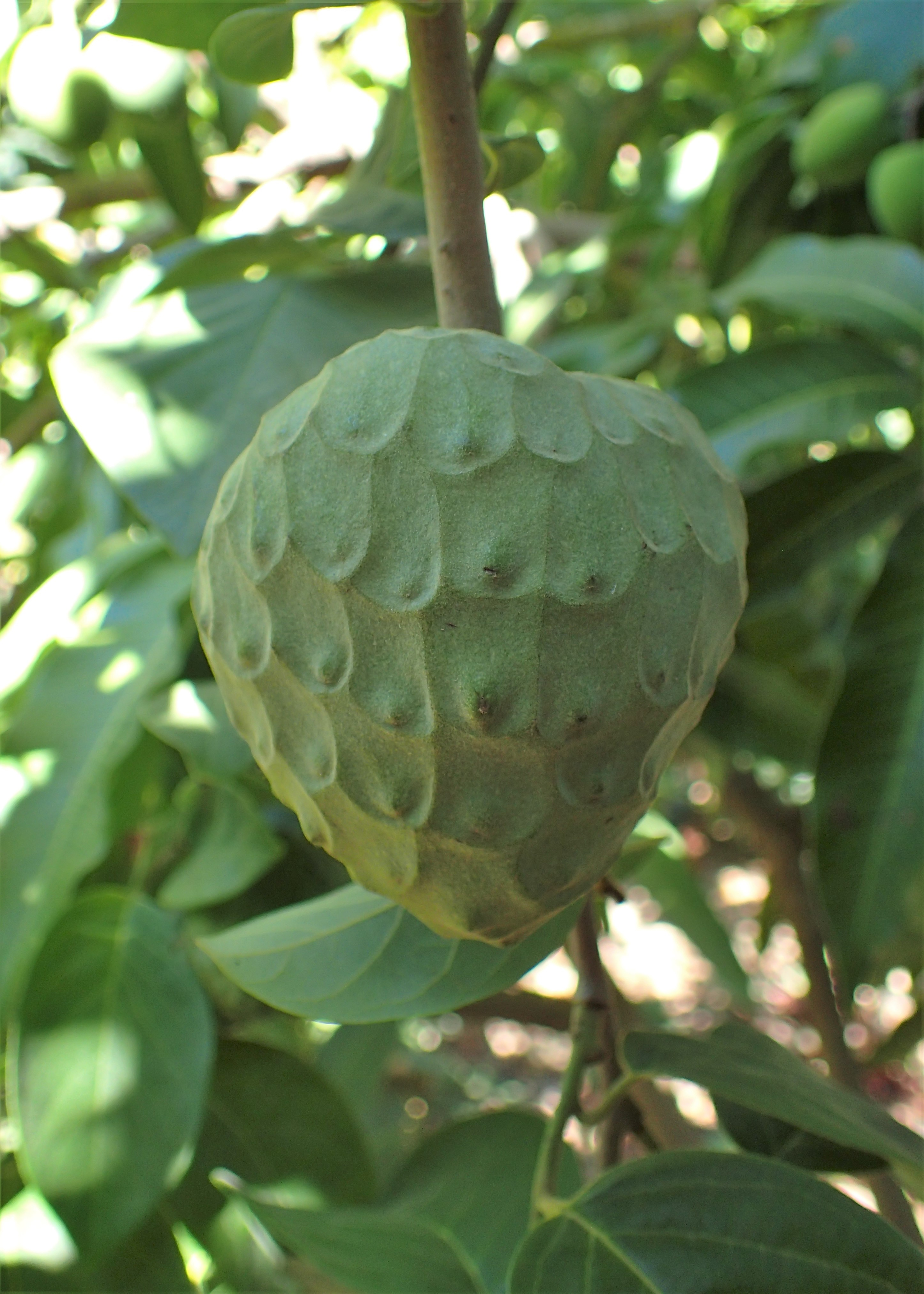
Owoc Annona cherimola

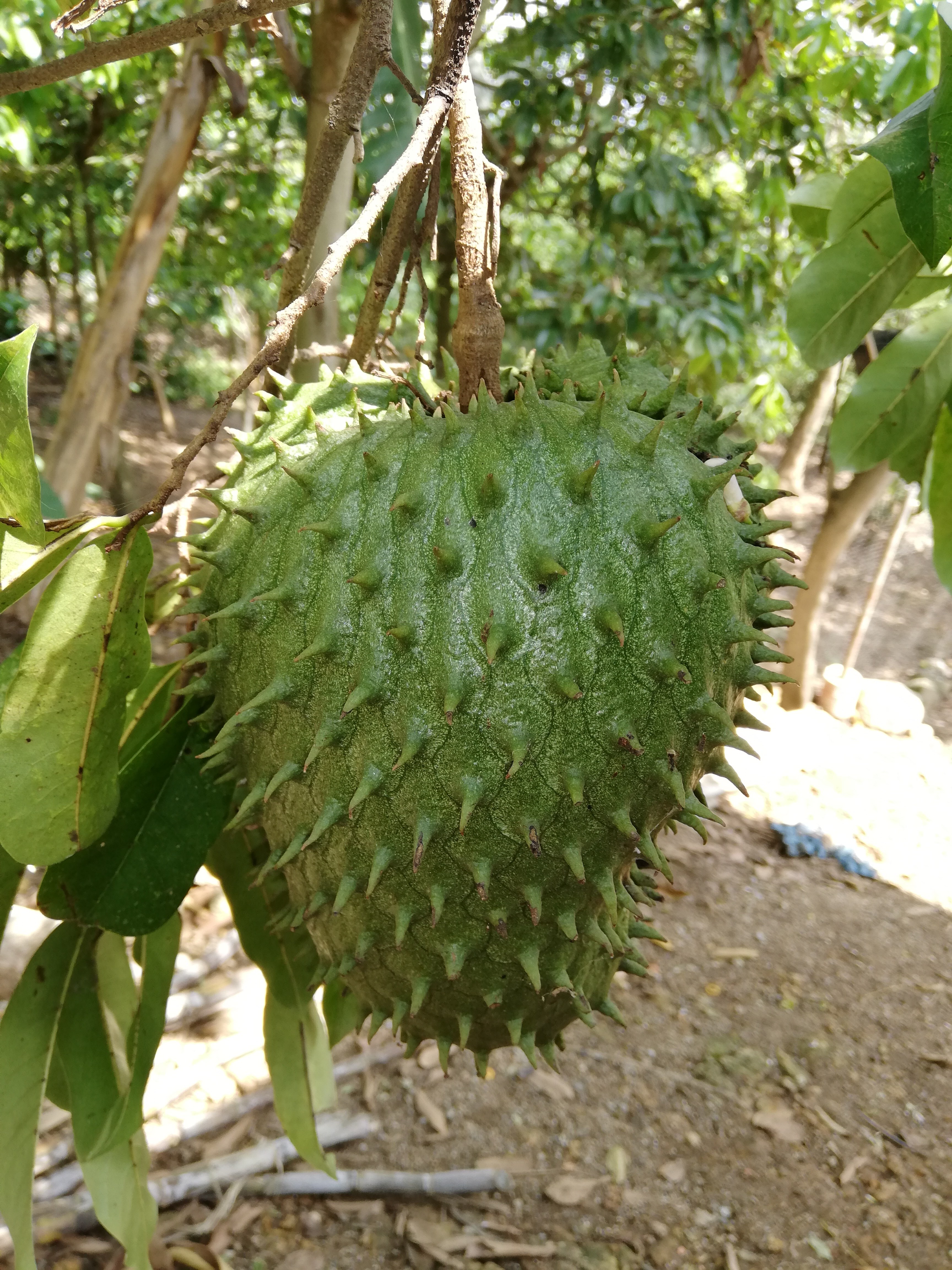
Owoc Annona muricata

Flaszowcowate (Annonaceae Juss.) – rodzina roślin okrytonasiennych stanowiąca jedno z ich starszych odgałęzień linii rozwojowych w rzędzie magnoliowców Magnoliales. Liczy około 2300 gatunków zgrupowanych w 120–130 rodzajach. Są to drzewa, krzewy lub pnącza, występujące głównie w strefie międzyzwrotnikowej, w wilgotnych lasach równikowych. W strefie umiarkowanej rosną przedstawiciele rodzaju asymina Asimina we wschodniej Ameryce Północnej. Kwiaty zapylane są przez chrząszcze, rzadziej muchówki i wciornastki. Nasiona przenoszą zwykle ptaki żywiące się mięsistymi owocami. Rośliny te często zawierają alkaloidy z grupy izochinolinowych.
Nazwa rodziny pochodzi od rodzaju flaszowiec (Annona) (typ nomenklatoryczny).
Niektóre gatunki to ważne gospodarczo drzewa owocowe, dostarczające przypraw i drewna. Jadalne są owoce gatunków z rodzaju flaszowiec Annona (A. squamosa, A. reticulata, A. muricata, A. cherimoya) oraz asymina trójklapowa Asimina triloba. Owoce Xylopia aethiopica używane są jako przyprawa (tzw. „pieprz murzyński”). Z nasion Monodora myristica pozyskuje się przyprawę zwaną muszkatem kalabessa, przypominającym aromat gałki muszkatołowej. Pachnące kwiaty jagodlinu wonnego Cananga odorata i Mkilua fragrans używane są do wyrobu perfum. Artabotrys odoratissimus jest z powodu silnie pachnących kwiatów uprawiany jako roślina ozdobna.

## Morfologia

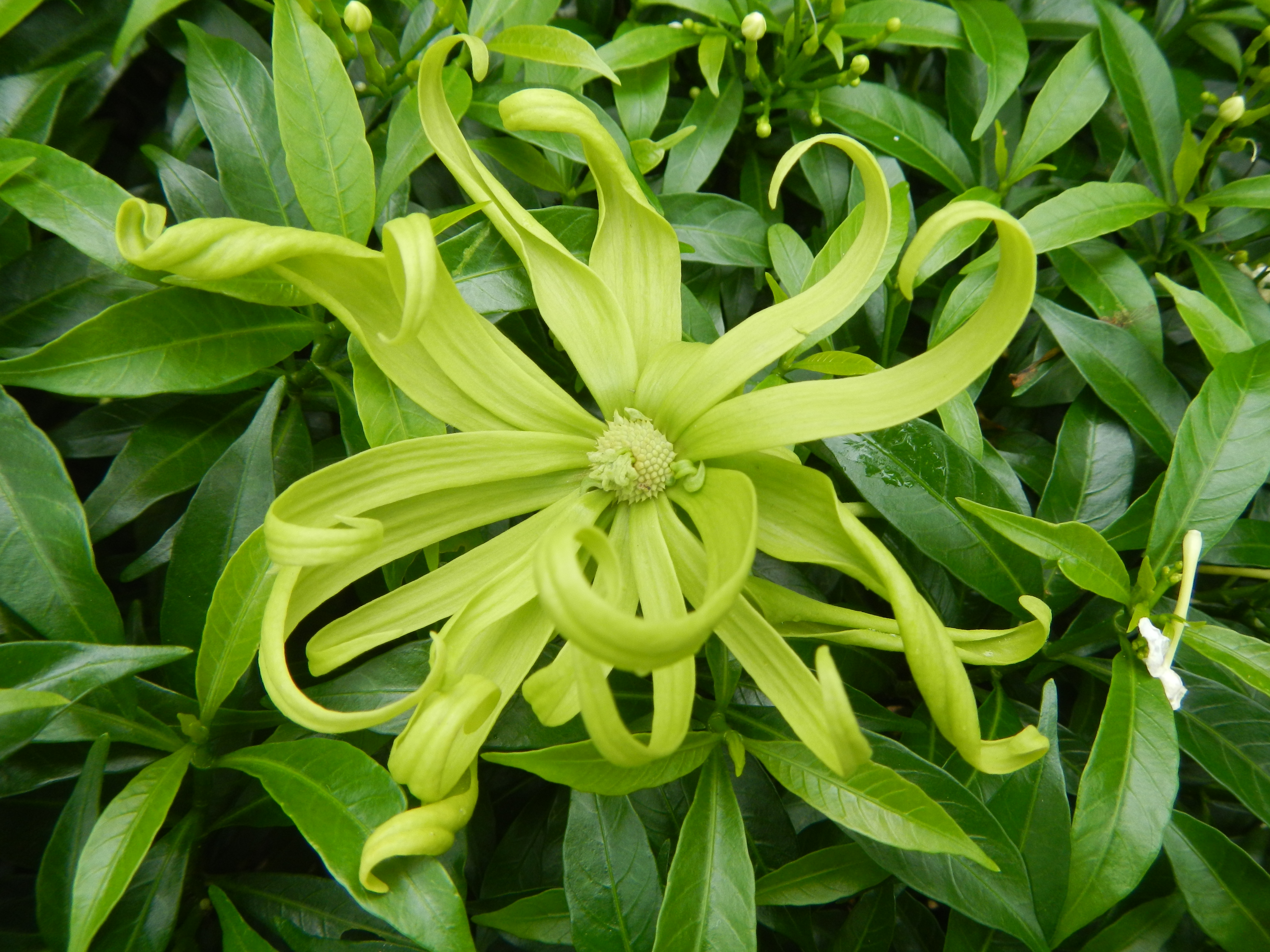
Kwiat Cananga odorata

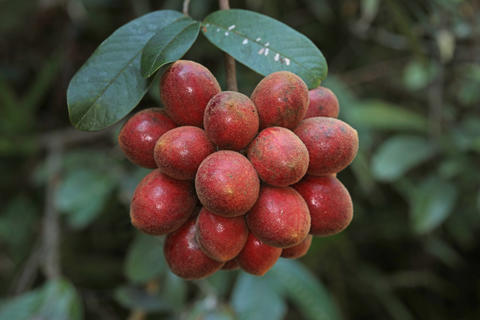
Fissistigma oldhamii

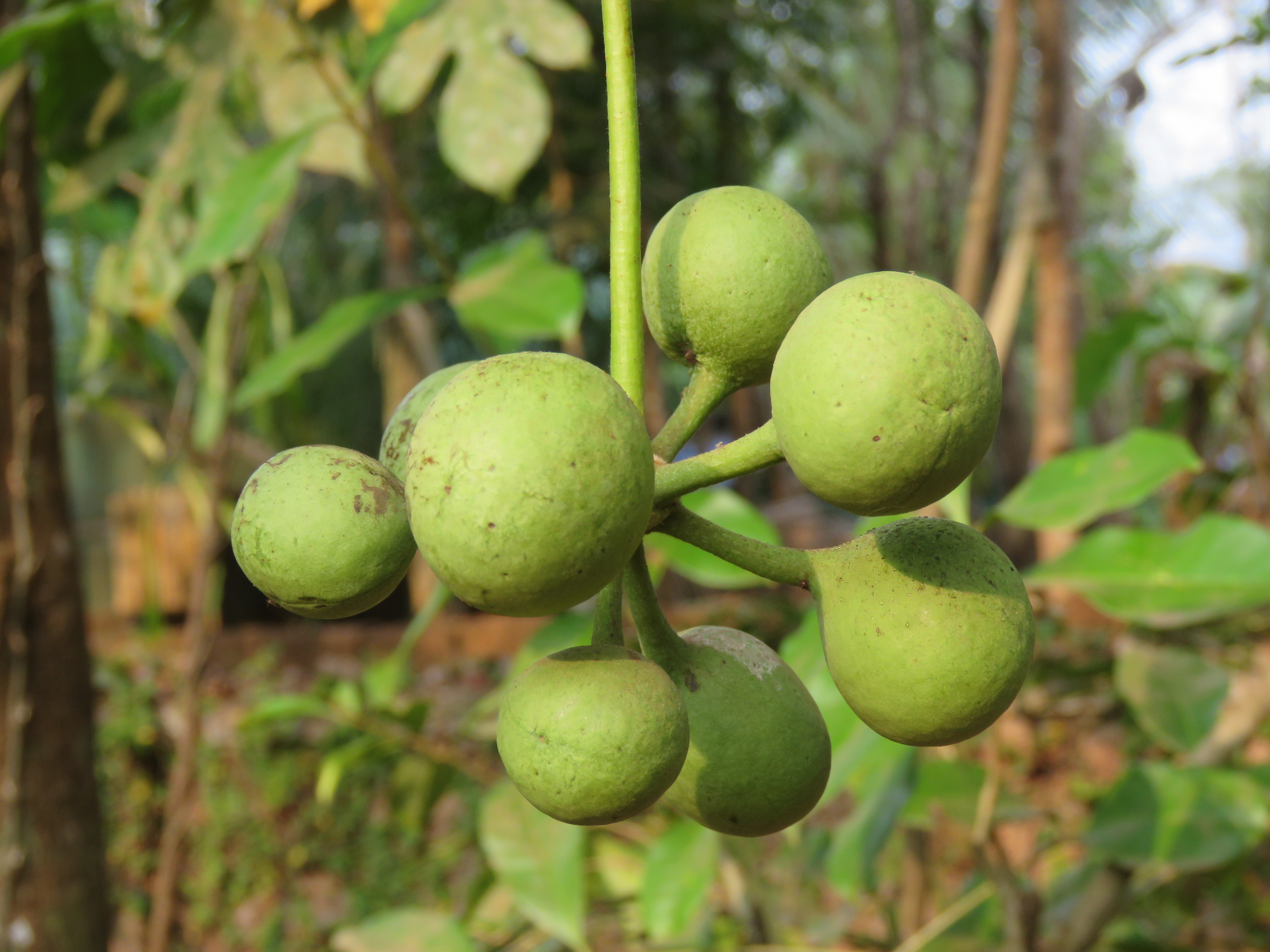
Miliusa tomentosa

PokrójNiewielkie drzewa, krzewy lub pnącza (rodzaj Fissistigma) z wyraźnym pniem głównym, z korą zwykle włóknistą i aromatyczną. Pędy często zygzakowate.
LiścieZimozielone, ułożone w dwóch szeregach (tylko w przypadku rodzaju Tetrameranthus skrętoległe), całobrzegie i zwykle krótkoogonkowe. Aromatyczne z powodu olejków eterycznych. Przylistków brak.
KwiatyZwykle obupłciowe (wyjątkiem o kwiatach jednopłciowych jest rodzaj Stelechocarpus), pojedyncze lub zebrane w pęczkach albo gronach w kątach liści lub na końcach pędów. Nierzadka jest też kaulifloria. Okwiat zwykle składa się z 9 listków wyrastających w 3 okółkach po 3 (wyjątkiem jest rodzaj Tetrameranthus z trzema okółkami czterokrotnymi). Wyróżniany jest kielich składający się z trzech lub 6 działek (u Tetrameranthus – 4) i korona złożona podobnie z trzech lub 6 płatków (u Tetrameranthus – 8). Wszystkie listki okwiatu są wolne, przy czym u niektórych (Oxymitra, Mitrephora) szczelnie okrywają wnętrze kwiatu. Płatki rodzaju Rollinia wyróżniają się obecnością długiego, rogowego wyrostka po stronie grzbietowej. Wolne (rzadko zrośnięte) słupki (10–100 lub więcej) i liczne pręciki (25–100) są umieszczone w okółkach lub spiralnie na wydłużonym dnie kwiatowym. Łącznik pręcika jest zwykle szeroki, na szczycie przedłużony w wyrostek dłuższy od pylników. Wyrostki te u niektórych rodzajów tworzą osłonę nad słupkami. U części rodzajów pylniki poprzegradzane są poprzecznymi przegrodami. Pyłek często uwalniany jest w pakietach (po 2, 4, 16 i więcej ziaren). Ziarna pyłku osiągają do 350 μm (należą do największych u okrytonasiennych).
OwoceZwykle mięsiste owoce zbiorowe powstające z licznych jagód rozwijających się z poszczególnych słupków ewentualnie pęczek krótkoszypułkowych jagód, rzadko mieszki.

## Systematyka

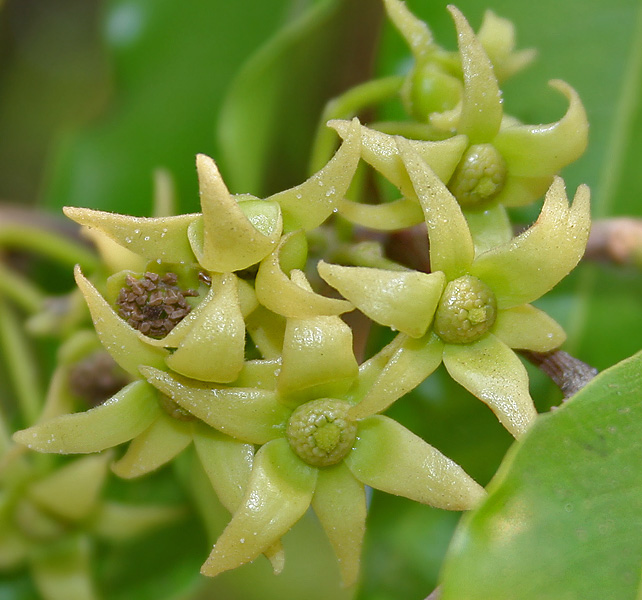
Polyalthia longifolia

Flaszowcowate od dawna uznawane są bliskie systematycznie magnoliowatym Magnoliaceae. W systemie Johna Hutchinsona (1926–1934) umieszczone były w rzędzie Annonales tuż po Magnoliales, od których miały według tego autora pochodzić. W części systemów klasyfikacyjnych XX wieku rodzina flaszowcowatych wyodrębniana była w randze rzędu Annonales obok Magnoliales (np. system Takhtajana z 1987, 1997 i 2009 oraz system Dahlgrena z 1989), w innych była włączana do rzędu magnoliowców Magnoliales (np. w systemie Cronquista z 1981 i systemie Thorne’a z 2003). W systemach APG rodzina sytuowana jest od początku w rzędzie magnoliowców.
Pozycja systematyczna rodziny według Angiosperm Phylogeny Website (aktualizowany system APG IV z 2016)
Klad siostrzany względem Eupomatiaceae w obrębie rzędu magnoliowców.
|  | degeneriowate Degeneriaceae     |
|  |                                 |
|  | himantandrowate Himantandraceae |
|  |                                 |

|  | Eupomatiaceae            |
|  |                          |
|  | flaszowcowate Annonaceae |
|  |                          |

|  | degeneriowate Degeneriaceae     |
|  |                                 |
|  | himantandrowate Himantandraceae |
|  |                                 |

|  | Eupomatiaceae            |
|  |                          |
|  | flaszowcowate Annonaceae |
|  |                          |

|  | degeneriowate Degeneriaceae     |
|  |                                 |
|  | himantandrowate Himantandraceae |
|  |                                 |

|  | Eupomatiaceae            |
|  |                          |
|  | flaszowcowate Annonaceae |
|  |                          |

|  | degeneriowate Degeneriaceae     |
|  |                                 |
|  | himantandrowate Himantandraceae |
|  |                                 |

|  | Eupomatiaceae            |
|  |                          |
|  | flaszowcowate Annonaceae |
|  |                          |

|  | degeneriowate Degeneriaceae     |
|  |                                 |
|  | himantandrowate Himantandraceae |
|  |                                 |

|  | Eupomatiaceae            |
|  |                          |
|  | flaszowcowate Annonaceae |
|  |                          |

|  | degeneriowate Degeneriaceae     |
|  |                                 |
|  | himantandrowate Himantandraceae |
|  |                                 |

|  | Eupomatiaceae            |
|  |                          |
|  | flaszowcowate Annonaceae |
|  |                          |

|  | degeneriowate Degeneriaceae     |
|  |                                 |
|  | himantandrowate Himantandraceae |
|  |                                 |

|  | Eupomatiaceae            |
|  |                          |
|  | flaszowcowate Annonaceae |
|  |                          |

|  | degeneriowate Degeneriaceae     |
|  |                                 |
|  | himantandrowate Himantandraceae |
|  |                                 |

|  | Eupomatiaceae            |
|  |                          |
|  | flaszowcowate Annonaceae |
|  |                          |

Podział systematyczny rodziny
Rodzina tradycyjnie dzielona była na dwie podrodziny różniące się morfologicznie – układem owocolistków: Monodoroideae z owocolistkami w okółku tworzącymi jednokomorową zalążnię i Annonoideae z owocolistkami spiralnymi, wolnymi i zrastającymi się, ale tworzącymi wielokomorowe słupkowie synkarpiczne. W 2012 ustalono nową aranżację podrodzin i plemion na podstawie relacji filogenetycznych stwierdzonych na podstawie badań molekularnych.
podrodzina Ambavioideae

- Ambavia Le Thomas
- Cananga (DC.) Hook. f. & Thomson – jagodlin
- Cleistopholis Pierre ex Engl.
- Cyathocalyx Champ. ex Hook. f. & Thomson
- Drepananthus Maingay ex J.D. Hooker et T. Thomson
- Lettowianthus Diels
- Mezzettia Becc.
- Tetrameranthus R.E. Fr.
- Meiocarpidium Engl. & Diels

podrodzina Anaxagoreoideae
- Anaxagorea A. St.-Hil.

podrodzina Annonoideae
plemię Annoneae

- Annona L. – flaszowiec (w tym Rollinia A. St.-Hil.[10])
- Anonidium Engl. & Diels
- Asimina Adans. – asymina, urodlin
- Boutiquea Le Thomas
- Diclinanona Diels
- Disepalum Hook. f.
- Goniothalamus (Blume) Hook. f. & Thomson
- Neostenanthera Exell

plemię Bocageeae

- Bocagea A. St.-Hil.
- Cardiopetalum Schltdl.
- Cymbopetalum Benth.
- Froesiodendron R.E. Fr.
- Hornschuchia Nees
- Mkilua Verdc.
- Porcelia Ruiz & Pav.
- Trigynaea Schltdl.

plemię Duguetieae
- Duckeanthus R.E. Fr.
- Duguetia A. St.-Hil.
- Fusaea (Baill.) Saff.
- Letestudoxa Pellegr.
- Pseudartabotrys Pellegr.

plemię Guatterieae
- Guatteria Ruiz & Pav. (obejmuje: Guatteriella R.E. Fr., Guatteriopsis R.E. Fr. i Heteropetalum Benth.)[11][12]

plemię Monodoreae

- Asteranthe Engl. & Diels
- Hexalobus A. DC.
- Isolona Engl.
- Mischogyne Exell
- Monocyclanthus Keay
- Monodora Dunal
- Ophrypetalum Diels
- Sanrafaelia Verdc.
- Uvariastrum Engl.
- Uvariodendron (Engl. & Diels) R.E. Fr.
- Uvariopsis Engl.

plemię Uvarieae

- Cleistochlamys Oliv.
- Afroguatteria Boutique
- Dasymaschalon (Hook. f. & Thomson) Dalla Torre & Harms
- Dielsiothamnus R.E. Fr.
- Exellia Boutique
- Friesodielsia Steenis
- Gilbertiella Boutique
- Monanthotaxis Baill.
- Sphaerocoryne (Boerl.) Ridl.
- Toussaintia Boutique
- Uvaria L. (w tym: Anomianthus Zoll., Cyathostemma Griff., Ellipeia Hook. f. & Thomson, Ellipeiopsis R.E. Fr., Rauwenhoffia Scheff.[13], Balonga Le Thomas, Dasoclema J. Sinclair[14])
- Desmos Lour.
- Fissistigma Griff.
- Melodorum Lour.
- Schefferomitra Diels

plemię Xylopieae
- Artabotrys R. Br.
- Xylopia L.

podrodzina Malmeoideae
plemię Dendrokingstonieae
- Dendrokingstonia Rauschert

plemię Fenerivieae
- Fenerivia Diels

plemię Maasieae
- Maasia Mols et al.

plemię Malmeeae

- Bocageopsis R.E. Fr.
- Cremastosperma R.E. Fr.
- Ephedranthus S. Moore
- Klarobelia Chatrou
- Malmea R.E. Fr.
- Mosannona Chatrou
- Onychopetalum R.E. Fr.
- Oxandra A. Rich.
- Pseudephedranthus Aristeg.
- Pseudomalmea Chatrou
- Pseudoxandra R.E. Fr.
- Unonopsis R.E. Fr. – wiszogronowiec
- Ruizodendron R.E. Fr.

plemię Miliuseae

- Alphonsea Hook. f. & Thomson
- Cleistopetalum H. Okada
- Desmopsis Saff.
- Enicosanthum Becc.
- Marsypopetalum Scheff.[15]
- Meiogyne Miq. (w tym Fitzalania F. Muell.[16][17])
- Miliusa Lesch. ex A. DC.
- Mitrella Miq.
- Mitrephora (Blume) Hook. f. & Thomson
- Neo-uvaria Airy Shaw
- Oncodostigma Diels
- Orophea Blume
- Phaeanthus Hook. f. & Thomson
- Phoenicanthus Alston
- Platymitra Boerl.
- Polyalthia Blume – choruna (w tym Haplostichanthus F. Muell.[18] i Papualthia Diels[19])
- Popowia Endl.
- Pseuduvaria Miq. (w tym Oreomitra Diels[20])
- Sageraea Dalzell
- Sapranthus Seem.
- Stelechocarpus Hook. f. & Thomson
- Stenanona Standl.
- Tridimeris Baill.
- Trivalvaria (Miq.) Miq.
- Woodiellantha Rauschert

plemię Monocarpieae
- Monocarpia Miq.

plemię Piptostigmateae
- Annickia Setten & Maas
- Greenwayodendron Verdc.
- Mwasumbia Couvreur & D.M. Johnson
- Piptostigma Oliv.
- Polyceratocarpus Engl. & Diels

Pozostałe rodzaje (Insertae sedis):
- Ancana F.Muell.
- Craibella R. M. K. Saunders et al.
- Deeringothamnus Small
- Mezzettiopsis (Hutch.) Goel
- Pyramidanthe Miq.